# ピアノソナタの一覧
ピアノソナタの一覧では、ピアノソナタを作曲家別に五十音順に列挙する。
現時点ですでに記事になっている曲、他言語版や知名度からして将来的に記事化される可能性が高い曲などをリストにしている。
| あ | い | う | え | お |
| か | き | く | け | こ |
| さ | し | す | せ | そ |
| た | ち | つ | て | と |
| な | に | ぬ | ね | の |

| は | ひ | ふ | へ   | ほ   |
| ま | み | む | め   | も   |
| や |    | ゆ |      | よ   |
| ら | り | る | れ   | ろ   |
| わ | を | ん | 関連 | 関連 |

## 曖昧さ回避
- ピアノソナタ第1番
- ピアノソナタ第2番
- ピアノソナタ第3番
- ピアノソナタ第4番
- ピアノソナタ第5番
- ピアノソナタ第6番
- ピアノソナタ第7番
- ピアノソナタ第8番
- ピアノソナタ第9番
- ピアノソナタ第10番
- ピアノソナタ第11番
- ピアノソナタ第12番
- ピアノソナタ第13番
- ピアノソナタ第14番
- ピアノソナタ第15番
- ピアノソナタ第16番
- ピアノソナタ第17番
- ピアノソナタ第18番
- ピアノソナタ第19番
- ピアノソナタ第20番
- ピアノソナタ第21番
- ピアノソナタ第27番
- ピアノソナタ第28番

## あ行

### あ
- ピアノソナタ第1番 (アイヴズ)
- ピアノソナタ第2番 (アイヴズ)
- グランドソナタ (アルカン)

### う
- ピアノソナタ第4番 (ヴァインベルク)

## か行

### か
- ピアノソナタ第1番 (カバレフスキー)
- ピアノソナタ第2番 (カバレフスキー)
- ピアノソナタ第3番 (カバレフスキー)
- ピアノソナタ第2番 (カプースチン)

### く
- ピアノソナタ (グバイドゥーリナ)
- ピアノソナタ (グリーグ)

### こ
- ピアノソナタ (ゴドフスキー)

## さ行

### し
- ソナタ (ジェフスキー)
- ナノソナタ (ジェフスキー)
- ピアノソナタ (シベリウス)
- ピアノソナタ第1番 (シマノフスキ)
- ピアノソナタ第2番 (シマノフスキ)
- ピアノソナタ ロ短調 (リヒャルト・シュトラウス)
- ピアノソナタ第1番 (シューベルト)
- ピアノソナタ第3番 (シューベルト)
- ピアノソナタ第4番 (シューベルト)
- ピアノソナタ第5番 (シューベルト)
- ピアノソナタ第6番 (シューベルト)
- ピアノソナタ第7番 (シューベルト)
- ピアノソナタ第8番 (シューベルト)
- ピアノソナタ第9番 (シューベルト)
- ピアノソナタ第11番 (シューベルト)
- ピアノソナタ第13番 (シューベルト)
- ピアノソナタ第14番 (シューベルト)
- ピアノソナタ第15番 (シューベルト)
- ピアノソナタ第16番 (シューベルト)
- ピアノソナタ第17番 (シューベルト)
- ピアノソナタ第18番 (シューベルト)
- ピアノソナタ第19番 (シューベルト)
- ピアノソナタ第20番 (シューベルト)
- ピアノソナタ第21番 (シューベルト)
- ピアノソナタ第1番 (シューマン)
- ピアノソナタ第2番 (シューマン)
- ピアノソナタ第3番 (シューマン) 「管弦楽のない協奏曲」
- ピアノソナタ第1番 (ショスタコーヴィチ)
- ピアノソナタ第2番 (ショスタコーヴィチ)
- ピアノソナタ第1番 (ショパン)
- ピアノソナタ第2番 (ショパン) 「葬送」
- ピアノソナタ第3番 (ショパン)

### す
- ピアノソナタ第1番 (スクリャービン)
- ピアノソナタ第2番 (スクリャービン)
- ピアノソナタ第3番 (スクリャービン)
- ピアノソナタ第4番 (スクリャービン)
- ピアノソナタ第5番 (スクリャービン)
- ピアノソナタ第6番 (スクリャービン)
- ピアノソナタ第7番 (スクリャービン) 「白ミサ」
- ピアノソナタ第8番 (スクリャービン)
- ピアノソナタ第9番 (スクリャービン) 「黒ミサ」
- ピアノソナタ第10番 (スクリャービン)
- ピアノソナタ (ストラヴィンスキー)
- ピアノソナタ 嬰ヘ短調 (ストラヴィンスキー)

## た行

### ち
- ピアノソナタ 嬰ハ短調 (チャイコフスキー)
- ピアノソナタ ト長調 (チャイコフスキー)
- ピアノソナタ第3番 (チャベス)

### て
- ピアノソナタ (デュカス)
- ピアノソナタ (デュティユー)

## は行

### は
- ピアノソナタ第27番 (ハイドン)
- ピアノソナタ第28番 (ハイドン)
- ピアノソナタ第34番 (ハイドン)
- ピアノソナタ第35番 (ハイドン)
- ピアノソナタ第36番 (ハイドン)
- ピアノソナタ第38番 (ハイドン)
- ピアノソナタ第40番 (ハイドン)
- ピアノソナタ第49番 (ハイドン)
- ピアノソナタ第50番 (ハイドン)
- ピアノソナタ第51番 (ハイドン)
- ピアノソナタ第52番 (ハイドン)
- ピアノソナタ変ホ長調 (バックス)
- ピアノソナタ (バーバー)
- ピアノソナタ (バラケ)
- ピアノソナタ (バルトーク)

### ひ
- ピアノソナタ第1番 (ヒンデミット)

### ふ
- ピアノソナタ第1番 (ブラームス)
- ピアノソナタ第2番 (ブラームス)
- ピアノソナタ第3番 (ブラームス)
- ピアノソナタ (ブリッジ)
- ピアノソナタ第2番 (ブーレーズ)
- ピアノソナタ第1番 (プロコフィエフ)
- ピアノソナタ第2番 (プロコフィエフ)
- ピアノソナタ第3番 (プロコフィエフ)
- ピアノソナタ第4番 (プロコフィエフ)
- ピアノソナタ第5番 (プロコフィエフ)
- ピアノソナタ第6番 (プロコフィエフ)
- ピアノソナタ第7番 (プロコフィエフ)
- ピアノソナタ第8番 (プロコフィエフ)
- ピアノソナタ第9番 (プロコフィエフ)

### へ
- ピアノソナタ第1番 (ベートーヴェン)
- ピアノソナタ第2番 (ベートーヴェン)
- ピアノソナタ第3番 (ベートーヴェン)
- ピアノソナタ第4番 (ベートーヴェン)
- ピアノソナタ第5番 (ベートーヴェン)
- ピアノソナタ第6番 (ベートーヴェン)
- ピアノソナタ第7番 (ベートーヴェン)
- ピアノソナタ第8番 (ベートーヴェン) 「悲愴」
- ピアノソナタ第9番 (ベートーヴェン)
- ピアノソナタ第10番 (ベートーヴェン)
- ピアノソナタ第11番 (ベートーヴェン)
- ピアノソナタ第12番 (ベートーヴェン) （「葬送行進曲付き」）
- ピアノソナタ第13番 (ベートーヴェン)
- ピアノソナタ第14番 (ベートーヴェン) （「月光」）
- ピアノソナタ第15番 (ベートーヴェン) （「田園」）
- ピアノソナタ第16番 (ベートーヴェン)
- ピアノソナタ第17番 (ベートーヴェン) （「テンペスト」）
- ピアノソナタ第18番 (ベートーヴェン)
- ピアノソナタ第19番 (ベートーヴェン)
- ピアノソナタ第20番 (ベートーヴェン)
- ピアノソナタ第21番 (ベートーヴェン) （「ワルトシュタイン」）
- ピアノソナタ第22番 (ベートーヴェン)
- ピアノソナタ第23番 (ベートーヴェン) （「熱情」）
- ピアノソナタ第24番 (ベートーヴェン) （「テレーゼ」）
- ピアノソナタ第25番 (ベートーヴェン) （「かっこう」）
- ピアノソナタ第26番 (ベートーヴェン) 「告別」
- ピアノソナタ第27番 (ベートーヴェン)
- ピアノソナタ第28番 (ベートーヴェン)
- ピアノソナタ第29番 (ベートーヴェン) （「ハンマークラヴィア」）
- ピアノソナタ第30番 (ベートーヴェン)
- ピアノソナタ第31番 (ベートーヴェン)
- ピアノソナタ第32番 (ベートーヴェン)
- 選帝侯ソナタ (ベートーヴェン)
- ピアノソナタWoO51 (ベートーヴェン)
- ピアノソナタ (ベルク)

## ま行

### み
- ピアノソナタ第1番 (ミャスコフスキー)

### も
- ピアノソナタ第1番 (モーツァルト)
- ピアノソナタ第2番 (モーツァルト)
- ピアノソナタ第3番 (モーツァルト)
- ピアノソナタ第4番 (モーツァルト)
- ピアノソナタ第5番 (モーツァルト)
- ピアノソナタ第6番 (モーツァルト)
- ピアノソナタ第7番 (モーツァルト)
- ピアノソナタ第8番 (モーツァルト)
- ピアノソナタ第9番 (モーツァルト)
- ピアノソナタ第10番 (モーツァルト)
- ピアノソナタ第11番 (モーツァルト) （トルコ行進曲付き）
- ピアノソナタ第12番 (モーツァルト)
- ピアノソナタ第13番 (モーツァルト)
- ピアノソナタ第14番 (モーツァルト)
- ピアノソナタK.533/494 (モーツァルト)（旧全集の第18番、新全集の第15番）
- ピアノソナタK.545 (モーツァルト)（旧全集の第15番、新全集の第16番）
- ピアノソナタK.570 (モーツァルト)（旧全集の第16番、新全集の第17番）
- ピアノソナタK.576 (モーツァルト)（旧全集の第17番、新全集の第18番）

## や行

### や
- ピアノソナタ (ヤナーチェク) 「1905年10月1日 街路にて」

## ら行

### ら
- ピアノソナタ第1番 (ラフマニノフ)
- ピアノソナタ第2番 (ラフマニノフ)

### り
- ピアノソナタ (リスト)

### ろ
- ピアノソナタ (ロイプケ)